# Mokre-Kolonia
Mokre-Kolonia  (deutsch Bahnhof Mocker, auch Kolonie Mocker) ist eine Ortschaft in Oberschlesien. Der Ort liegt in der Gmina Głubczyce im Powiat Głubczycki in der Woiwodschaft Oppeln in Polen.

## Geographie

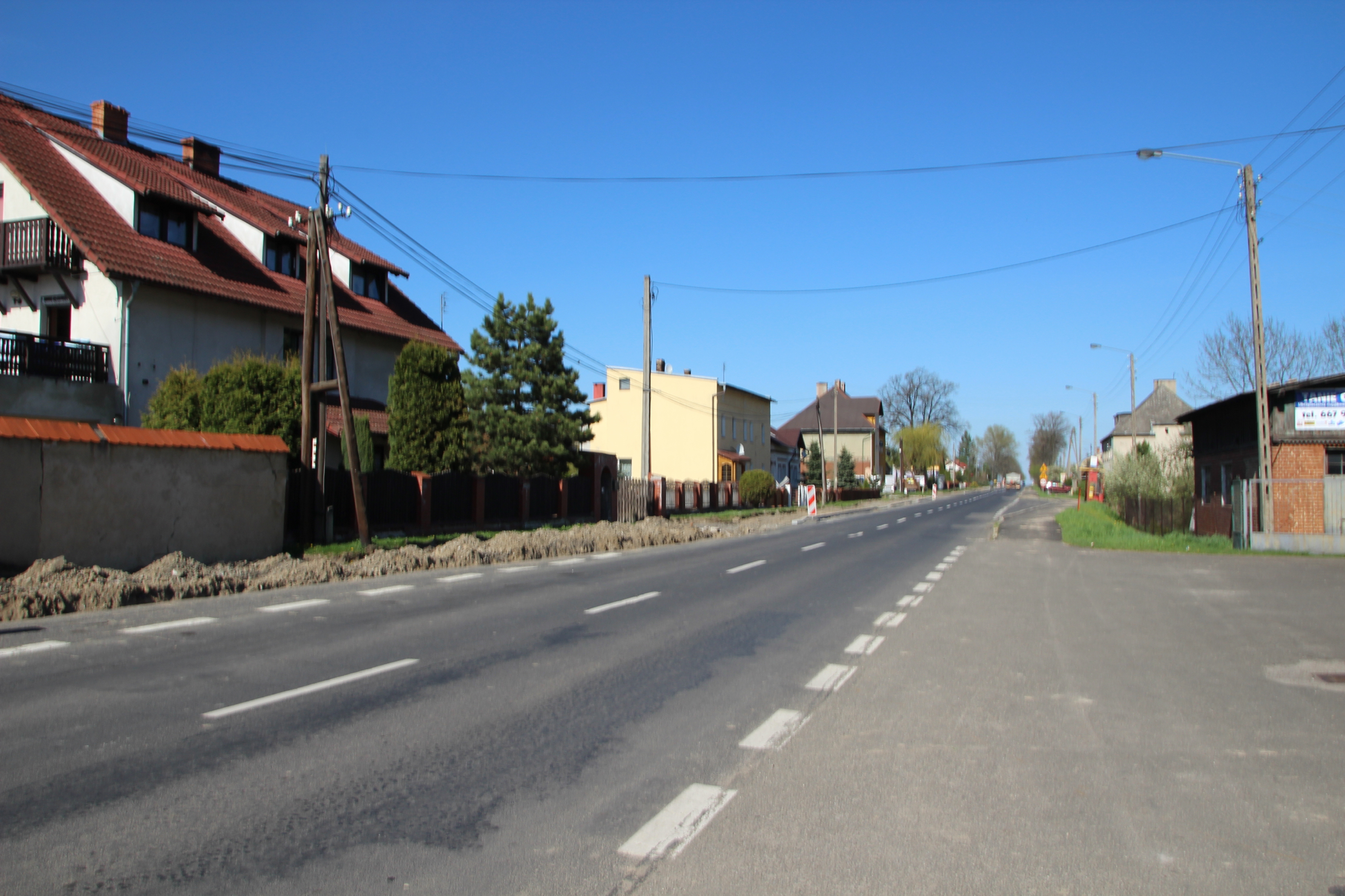
Ortsbild

### Geographische Lage
Mokre-Kolonia liegt 12 Kilometer südwestlich der Kreisstadt und des Gemeindesitzes Głubczyce (Leobschütz) sowie 75 Kilometer südwestlich der Woiwodschaftshauptstadt Opole (Oppeln). Der Ort liegt in der Nizina Śląska (Schlesische Tiefebene) innerhalb der Płaskowyż Głubczycki (Leobschützer Lößhügelland). Der Ort liegt am südöstlichen Ausläufer des Zuckmanteler Berglands im Landschaftsschutzgebiet Mokre – Lewice (poln. Obszar Chronionego Krajobrazu Mokre – Lewice). Durch das Dorf verlaufen die Landesstraße Droga krajowa 38 sowie die Schienen der stillgelegten Bahnstrecke Racibórz–Krnov.

### Nachbarorte
Nachbarorte von Mokre-Kolonia sind im Nordosten Mokre (Mocker), im Osten Braciszów (Bratsch), im Süden Pietrowice (Peterwitz) sowie im Westen Radynia (Raden).

## Geschichte
Mit Inbetriebnahme der Eisenbahnstrecke am 25. September zwischen Leobschütz und Jägerndorf erhielt der Mocker einen Anschluss an das Oberschlesische Eisenbahnnetz. Hier entstand nach und nach eine Siedlung, welche bis 1945 ein Ortsteil von Mocker war. 
1945 kam der bisher deutsche Ort unter polnische Verwaltung, wurde in Mokre-Kolonia umbenannt und der Woiwodschaft Schlesien angeschlossen. 1950 wurde Mokre-Kolonia der Woiwodschaft Oppeln zugeteilt. 1999 wurde es Teil des wiedergegründeten Powiat Głubczycki.